# Morpho subtucupita
Morpho subtucupita är en fjärilsart som beskrevs av Le Moult 1933. Morpho subtucupita ingår i släktet Morpho och familjen praktfjärilar. Inga underarter finns listade i Catalogue of Life.